# Clito il Nero
Clito il Nero (in greco antico: Κλεῖτος ὁ Μέλας?, Klèitos o Mèlas; 375 a.C. circa – Samarcanda, 328 a.C.) è stato un militare macedone antico nell'esercito guidato da Alessandro Magno in Asia contro l'Impero persiano.
Dopo aver combattuto al servizio di Alessandro, salvandogli la vita nella battaglia del Granico nel 334 a.C., fu ucciso dallo stesso in stato di ubriachezza durante una rissa sei anni dopo. Clito era il figlio di Dropidas (figlio di Crizia) e fratello della balia di Alessandro, Lanice. Secondo alcune fonti, avrebbe ricevuto l'epiteto "Nero" per distinguerlo da un altro ufficiale macedone, Clito il Bianco.

## Biografia
Nella battaglia del Granico (334 a.C.), Clito salvò la vita di Alessandro che era stato attaccato da Resace e Spitridate (satrapo della Lidia). Nel 330 a.C. fu incaricato da Alessandro di uccidere il generale Parmenione a Ecbatana.
Nel 328 a.C., durante un banchetto, Clito fu ucciso da un giavellotto scagliato dallo stesso Alessandro, in stato di ubriachezza, durante una furiosa discussione scoppiata tra i due a Samarcanda. Clito infatti si era innervosito con un poeta greco che aveva ridicolizzato lui e Parmenione.

## Nella cultura di massa
- Nel film Alexander (2004), Clito viene interpretato da Gary Stretch.